# Uzay-le-Venon
Uzay-le-Venon là một xã thuộc tỉnh Cher trong vùng Centre-Val de Loire miền trung Pháp.

## Dân số
| 1962                                | 1968 | 1975 | 1982 | 1990 | 1999 | 2006 |
| ----------------------------------- | ---- | ---- | ---- | ---- | ---- | ---- |
| 321                                 | 416  | 407  | 357  | 383  | 395  | 382  |
| Từ năm 1962 Dân số không tính trùng |      |      |      |      |      |      |